# 早春圖
《早春圖》是北宋畫家郭熙的代表作，為雙拼絹本水墨掛軸，繪於宋神宗熙寧5年（1072年），左方署款「早春，壬子年郭熙畫」，並鈐有「郭熙筆」長方朱印。現收藏於臺北國立故宮博物院。

## 構圖
《早春圖》採全景式構圖，上下留有天地，遠、中、近景則巧妙地布置於「十字形」架構內。
主山畫於中軸上方，山石先以圓筆勾勒輪廓，中鋒、側鋒並用，再於陰暗面以濕筆皴擦，層層淡墨反覆地渲染，強化量體感，這種技法俗稱「雲頭皴」、「卷雲皴」、「亂雲皴」或「鬼面皴」，能真實反映沉積岩地貌，也可使畫面產生如雲霧般變幻的效果，很適合描寫初春乍暖還寒，淡冶如笑的山野景象。山腰部分則隱於煙嵐中，如臨深山幽壑，更顯主峰雄偉氣勢，是為「高遠」。
樹叢委以虛、實來營造前後距離，腰間右側的亭臺樓閣，此時環伺於水墨山水中，其下山澗瀑布流泉，與左側緩坡谷地融雪化成的涓涓源水，蜿蜒地流向前方的江灣，顯示水流綿長及山坳縱深。而中景左方是一片曠野河谷，虛渺的遠山咫尺千里，是為「平遠」，其間一行旅人正從曲澗棧道一端越過小橋，欲達彼岸。而觀畫者正是透過「S 形」山勢引導，將視線從後方的主峰、山嵐，中景的樓閣、流泉、行旅等，順勢牽引至近景，空間鋪陳手法，是為「深遠」。
幹長挺拔的大松佇立岩盤上，佐以蟹爪為樹枝、梢末，而渾厚的「鬼面皴」大石雄踞中軸下方，有助於畫面重心的穩固。而時值日暮，右方的漁樵收拾起漁網、泊舟登岸，左岸手抱嬰孩的婦女及隨側稚童，也笑迎肩挑兩擔魚簍的漁夫歸來，鄰近搭建的房舍，則是一家人準備共進晚餐，享天倫樂的居所。
綜觀全幅，賦予觀賞者北方大山大水的真實感受，從而能引發可行、可望、可游、可居共鳴的樂趣。

## 現況
《早春圖》最初應是懸於廳堂的屏風掛畫，即俗稱的「大中堂」。此畫歷來被視為在氣勢上能與范寬《谿山行旅圖》及李唐《萬壑松風圖》分庭抗礼的全景式山水畫，被譽為臺北國立故宮博物院的「故宮三寶」之一。

## 畫評
- 郭思：「《早春晚煙》，驕陽初蒸，晨光欲動，曉山如翠，曉煙交碧，乍合乍離，或聚或散，變態不定，飄搖繚繞於叢林溪谷之間，曾莫知其涯際也。」[2]
- 郭思：「遠望之以取其勢，近看之以取其質，……春融洽，……春山淡冶而如笑，……畫見其大意，而不為刻畫之跡，則煙嵐之景象正矣。……風雨遠望可得，陰晴遠望可盡，……春山煙雲連綿人欣欣，……看此畫令人生此意，如真在此山中，此畫這景外意也。見青煙白道而思行，見平川落照而思望，見幽人山客而思居，見岩扃泉石而思遊。看此畫令人起此心，如將真即其處，此畫之意外妙也。」[3]
- 《宣和畫譜》：「長松巨木，回溪斷崖，岩岫巉絕，峰巒秀起，雲煙變滅，靄之間千態萬狀。」[4]
- 曹昭：「郭熙山水其山聳拔盤迴，水源高遠，多鬼面石。亂雲鷹爪樹，松業攢針，雜葉夾筆，單筆相半，人物以尖筆帶點鑿，絕佳。」[5]
- 清高宗乾隆：「樹纔發葉溪開凍，樓閣仙居最上層，不藉柳桃閒點綴，春山早見氣如蒸。」
- 顧復：「《早春圖》雙軿絹大幅，人物生動，室居幽邃，至於峰嵐波流，林木草卉，無非早春二字寫照焉。此大圖中之傑作也，古印鈐角。」[6]